# منتخب الدنمارك لهوكي الجليد
منتخب الدنمارك الوطني لهوكي الجليد هو منتخب وطني يمثل الدنمارك في منافسات هوكي الجليد الدولية، بدأ منافساته في سنة 1949، نافس في بطولة العالم لهوكي الجليد 46 مرة، يحتل حالياً التصنيف الثاني عشر على العالم.